# فریست هیل (کارولینای شمالی)
فریست هیل (به انگلیسی: Forest Hills) شهری در ایالت کارولینای شمالی کشور ایالات متحده آمریکا است که جمعیت آن در سرشماری سال ۲۰۱۰ میلادی، ۳۶۵ نفر بوده‌است.